# Años 610 a. C.
Los años 610 antes de Cristo transcurrieron entre los años 619 a. C. y 610 a. C. 

## Acontecimientos
- 619 a. C. — Aliates se convierte en rey de Lidia.
- 619 a. C. — Fallecimiento de Zhou xiang wang, rey de la dinastía Zhou de China.
- 618 a. C. — Zhou qing wang se convierte en rey de la dinastía Zhou de China.
- 616 a. C. — Muerte de Anco Marcio; Lucio Tarquinio Prisco se convierte en el quinto rey de Roma.
- 615 a. C. — El imperio neobabilonio comienza a atacar a ciudades asirias.
- 614 a. C. — Saqueo de Asur por los medos y los babilonios.
- 613 a. C. — Fallecimiento de Zhou qing wang, rey de la dinastía Zhou de China.
- 613 a. C. — El rey Zhuang de Chu asciende al trono de Chu en China
- 612 a. C. — Zhou kuang wang se convierte en rey de la dinastía Zhou en China.
- 612 a. C. — Una alianza de medos, escitas, neobabilonios y susianos asedian y conquistan Nínive en la batalla de Nínive. El rey Sin-shar-ishkun de Asiria resulta muerto en la toma de la ciudad.
- 612 a. C. — Ashur-uballit II intenta conservar el imperio asirio estableciéndose como rey en Harrán.
- 612 a. C. — Estimación: Se calcula que Babilonia, se convierte en la ciudad más grande del mundo, sustituyendo a Nínive, capital de Asiria. Archivado el 18 de agosto de 2016 en Wayback Machine.
- 612 a. C. — Caída del Imperio Asirio y auge del Imperio Neobabilónico.
- 610 a. C.: 
  - Asiria deja su principal legado artístico en los templos de Assur, Nimrud y Nínive, caracterizados por los relieves que revestían las paredes de las dependencias importantes.[1]
  - Fin del Imperio asirio tras la derrota final del rey Assur-Uballit II ante los medas, que se habían tomado Assur, la capital, en el 614 a. C.[1]
  - Fundación de Naucratis
  - Neco II sucede a Psamético I (Psammetichus) como rey de Egipto.

## Personas destacadas
- 610 a. C. — Nacimiento de Anaximandro, filósofo de la Antigua Grecia (fecha aproximada)
- 610 a. C. — Fallecimiento de Psamético I, rey de Egipto
- 612 a. C. — Fallecimiento de Sin-shar-ishkun de Asiria